# Beat (Magazin)
Beat ist eine monatlich erscheinende Fachzeitschrift für Musik, Produktion (Recording) und DJing des Kieler Falkemedia-Verlags.
Die Hauptthemen des Magazins konzentrieren sich auf die Bereiche Technik, Musik und Lifestyle. Die Beat liefert Hard- und Softwaretests und konkrete Anwendungstipps zur Musikproduktion mit Synthesizern und Computern sowie zu DJing und Live-Performance. Reportagen über Musikthemen sowie aktuelle Musikempfehlungen runden das Themenspektrum ab. Der Beat liegt eine monatliche Heft-DVD mit Software zur Musikproduktion, Samplebibliotheken und Videomaterial bei.
Die Redaktion der Beat setzt sich aus fest angestellten und freien Autoren zusammen. Chefredakteur ist seit 2010 Alexander Bota-Weber, sein Vorgänger war seit 2005 Thomas Raukamp. Als Zielgruppe des Magazins gelten Heimstudio-Betreiber, Tontechniker, Produzenten, DJs und Live-Performer.

## Sonderhefte
Seit Februar 2006 erscheint zwei- bis dreimal jährlich das Sonderheft Beat Workzone zu einem bestimmten Schwerpunkt, ebenfalls mit DVD. Weitere Sonderausgaben umfassen den DJ-Guide (01/2011), die Tonstudio-Bibel (01/2014 und 01/2015) sowie das Mega Tonstudio Bundle (2016).
Als Beilage der regulären Beat erscheinen gelegentlich Kaufratgeber zu einzelnen Themen, beispielsweise Kopfhörer, die jedoch den Markt lückenhaft abbilden und deren Produkttests bzw. Artikel als Anzeigen ausgewiesen werden (Content Marketing).

## Präsenz im Web
Die Website von Beat ist als Onlinemagazin aufgebaut. Das Themenspektrum ergänzt die teilweise der Printausgabe entnommenen Artikel um tagesaktuelle Berichterstattung.
Es existiert ferner eine Facebook-Seite, die ebenfalls Neuigkeiten zu Musikproduktion und DJing liefert. Ein Twitter-Auftritt weist auf neue Artikel der Website hin. Außerdem betreibt die Beat einen eigenen YouTube-Kanal. Für iOS- und Android wird eine App angeboten, die auf die News-Feeds der Beat zugreift und auch die Feeds themenverwandter deutscher und englischsprachiger Portale einbindet.

## Softwareangebote
Das Online-Cloud-Angebot Studiodrive (ehemals Beatdrive) fungiert als kostenfreies Archiv für Sounds und Plug-ins. Registrierte Nutzer erhalten Zugriff auf einen Teil der stetig wachsenden Bibliothek, die sie ohne Einschränkung in ihren eigenen Produktionen nutzen dürfen. Abonnenten der Printausgabe dürfen das Angebot in vollem Umfang nutzen. Seit dem Start im Frühjahr 2013 haben sich laut Angaben der Beat-Redaktion über 18.000 Nutzer registriert.
Eine weitere Website stellt das Beat Serial-Center dar. Es dient zum Verteilen der Seriennummern, die zur Nutzung vieler Vollversionen auf den Heft-DVDs notwendig sind. Durch Angabe der Heft-Ausgabe und einer E-Mail-Adresse werden die Seriennummern per E-Mail zugestellt. Bei vielen Programmen auf den Heft-DVDs handelt es sich um Sonderausführungen bekannter Software für die Beat.
Einige Programme sind auch Auftragsentwicklungen, wie der kostenlose Sampler Zampler, für den in einem eigenen Onlineshop sowohl kostenlose wie kostenpflichtige Klangbibliotheken angeboten werden und weitere auf den Heft-DVDs vorliegen. Zampler verwendet das offene Datenformat SFZ, um Raum für eigene Erweiterungen zu lassen. Das Programm gibt es als Plug-in in den Formaten VST und Audio Unit, sowohl für Windows wie auch für MacOS.

## Auflagenzahlen
Laut den Mediadaten vom 1. Januar 2016 liegt die Druckauflage der Printausgabe im selben Jahr bei 23.500 Exemplaren, die verbreitete Auflage bei 15.500 Exemplaren und die verkaufte Auflage bei 8.900 Exemplaren. Die Zahl der Abonnenten wird mit 4.600 angegeben. Die Beat ist nicht IVW-geprüft.